# Kenix Kwok
Kenix Kwok (trad. chin. 郭可盈) (* 27. November 1969 in Hongkong) ist eine chinesische Schauspielerin und Sängerin aus Hongkong.
Sie wurde 1993 durch die Teilnahme an der Misswahl für Miss Hong Kong bekannt. Ihr Ehemann ist der Schauspieler Frankie Lam (林文龍). Die beiden sind seit dem 10. März 2004 verheiratet.

## Filmografie
- 1994: Glittering Moment (CATWALK俏佳人)
- 1994: Remembrance (黃浦傾情)
- 1994: Shade of Darkness (異度凶情)
- 1994: Gentle Reelections (恨鎖金瓶)
- 1995: Detective Investigation Files (刑事偵緝檔案)
- 1995: A Kindred Spirit (真情)
- 1995: Down Memory Lane (萬里長情)
- 1995: The Criminal Investigator (O記實錄)
- 1995: Detective Investigation FilesII (刑事偵緝檔案II)
- 1996: Food Of Love (闔府統請)
- 1996: The Criminal InvestigatorII (O記實錄II)
- 1997: (當女人愛上男人)
- 1997: Detective Investigation FilesIII (刑事偵緝檔案III)
- 1998: Crimes of Passion (掃黃先鋒)
- 1998: Simply Ordinary (林世榮)
- 1998: Till When Do Us Part (冤家宜結不宜解)
- 1999: At the Threshold of An Era (創世紀)
- 2000: At the Threshold of An EraII (創世紀II天地有情)
- 2001: Life is Beautiful (美麗人生)
- 2002: Take My Word For It (談判專家)
- 2002: Legal Entanglement (法網伊人)
- 2003: Vigilante Force (智勇新警界)
- 2003: Seed Of Hope (俗世情真)
- 2004: Shine On You (青出於藍)
- 2005: Love Bond (心花放)
- 2005: Revolving Doors of Vengeance (酒店風雲)
- 2006: A Pillow Case of Mystery (施公奇案)
- 2007: Ten Brothers (十兄弟)

## Songs
- 十指緊扣: Ten Brothers (十兄弟)
- 心裡話: Love Bond (心花放) mit Michael Tao (陶大宇), Moses Chan (陳豪) und Bernice Jan Liu (廖碧兒)
- 又再偷窺 mit Bowie Lam (林保怡)
- 有你已經足夠